# سیارک ۲۰۵۲۲
سیارک ۲۰۵۲۲ (به انگلیسی: 20522 Yogeshwar، نامگذاری:1999RK40) بیست هزار و پانصد و بیست و دومین سیارک کشف شده‌است که در ۱۳ سپتامبر ۱۹۹۹ کشف شد.
قدر مطلق سیارک برابر ۱۴٫۳۰ است.